# قانون حماية أمن الطرق لسكان الجمهورية الصينية
قانون حماية أمن الطرق لسكّان الجمهورية الصينية (中华人民共和国道路交通安全法) هو قانون يدار عن طريق مجلس المواطنين الشعبي للجمهورية الصينية في 28 أكتوبر 2003، وأذيع خبر الإلغاء إثر المرسوم رقم 8 الذي أصدره الرئيس الصيني هو جينتاو، وبدأ التطبيق في 1 مايو 2004 في جميع أجزاء الصين الشعبية (و لكن ليس في هونغ كونغ وماكاو بسبب أن لديها قوانينها الرسمية) ولقد كان أول قرار في الجمهورية الصينية الشعبية يهتم بحماية أمن الطرق، ولقد كان الصينيون يرتقبون هذا القرار بسبب كثرة الحوادث والتي كانت أكثر بأربعة أو خمسة مرات من الأمم الأخرى.
القانون الجديد له عدة نقاط تم التركيز عليها وهي :
- تحت القانون الجديد، عندما يقع حادث تصادم بين المشاة أو مركبة لا تعمل عن طريق المحرك (كالدراجة) مع مركبة تعمل عن طريق محرك، (باستثناء في حالة أن يكون الماشي أو قائد المركبة بدون محرك متعمداً وقوع الحادث)، من المتوقع دائماً أن يكون قائد المركبة بمرحك أن يقود بمسؤولية وحذر. تقل المسؤولية (للذي يقود مركبة بمحرك) إذا تم انتهاك قوانين السير من جانب الماشي أو الذي يقود مركبة غير مزودة بمحرك.
- القانون الجديد يفرض بقوة نظام تأمين المركبة. أصبح من الواجب استعمالة لاستخراج رخص القيادة بدلاً من أن يكون اختياري.
- لقد تم إلغاء القانون السابق (قانون سحب الرخص لحقوق السير على الطريق السريع للمواطنين الصينين) لمدة سنة حتى يستلموا الرخص.
- حدود السرعة على الطريق السريع ارتفعت من 110 كم/س إلى 120 كم/س.
- أقسى غرامات قد وضعت للسائقين المثمولين أو السكارى والذين يسوقون من دون أن يكون لديهم رخصة قيادة أو للذين يشترون مركبة أو سيارة بدون أن يكون لديهم رخصة أو تصريح.
- في الحالات عندما يكون السائق قد تعدى 50% من السرعة المسموحة، سيتم إلغاء رخصة القيادة بدون نقاش.
- عقوبة من يرتكب جريمة الاصطدام والهروب، إلغاء الرخصة للسائق المرتكب للجريمة.
- نقاط النظام القديمة للغرامات قد تم تضمينها مع القانون الجديد.
- لقد تم زيادة الغرامات من 200 رينمايباي إلى 2000 رينمايباي. أيضاً مناطق البلديات والمقاطعات ومناطق الحكم الذاتي تستطيع أن تسن قوانين محددة على نطاق أراضيها. سابقاً، أعلى غرامة في جميع أرجاء الصين كانت تقريباً 200 رينمايباي، لكن مناطق مثل بكين وكونماينغ سنت قاونينها إلى حدود الـ 1000 رينمايباي.

بكين تملتك إجراءات التنفيذ لقوانين السير الجديدة منذ 22 أكتوبر 2004 بعد أن كانت بكين محل خلاف كبير حول مسؤوليات أمن الطرق وسلامة الركّاب ونظام حدود الأزقّة والتي من الممكن أن تستخدم من قِبَل سواقين مراهقين، وقد بدأ مفعول هذا القانون في 1 يناير 2005.